# Chist branhial
Un chist de șanț branhial, numit și chist branhial, este un chist ce apare sub forma unei umflături în partea supero-laterală a gâtului, anterior de mușchiul sternocleidomastoidian. Are potențial de fistulare la suprafața tegumentului. Se datorează de obicei unei anomalii de dezvoltare care apare în perioada prenatală timpurie, constând în eșecul obliterării celui de-al doilea, al treilea și al patrulea șanț branhial, i.e. eșecul de fuziune al celui de-al doilea arc branchial și a crestei epicardice în partea inferioară a gâtului. Chisturile de șanț branhial reprezintă aproape 20% din tumorile benigne ale gâtului la copii. Mai rar, chisturile se pot dezvolta din primul, al treilea sau al patrulea șanț branhial, iar locația umflăturii (și a eventualei fistule) diferă corespunzător.

## Simptome și semne
Cele mai multe chisturi branhiale apar în perioada pubertății sau la vârsta adultă timpurie, ca mase solitare, nedureroase, anterior neobservate, diagnosticate datorită unei infectații (de obicei diseminată de la nivelul tractului respirator superior).

## Fiziopatologie

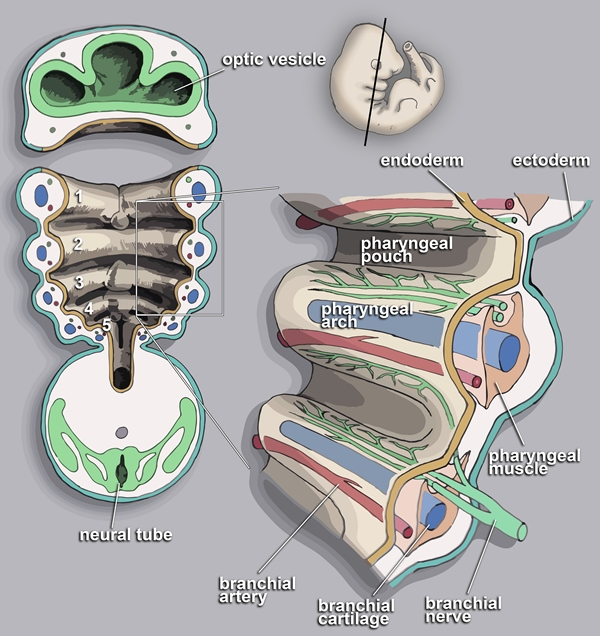
Arcurile faringiene văzute în timpul dezvoltării embrionare

Chisturile branhiale sunt rezultatele dezvoltării embrionare defectuoase, și rezultă din eșecul obliterării unuia dintre șanțurile branhiale, acestea fiind considerate omoloage structurilor branhiale ale peștilor.

### Histopatologie
Peretele chistului este compus din epiteliu pavimentos stratificat (90%), celule cilindrice cu sau fără cili, sau un amestec al ambelor tipuri, cu infiltrat limfoid, adesea cu centri germinali proeminenti și câteva sinusuri limfatice subcapsulare. Chistul este în mod obișnuit înconjurat de țesut limfoid, membrana supraiacentă acestuia fiind atenuată sau absentă. Lichidul galben al chistului, similar puroiului, conține: celule anucleare keratinizate, celule pavimentoase și o matrice de resturi amorfe. Uneori cristale de colesterol sunt prezente în lichidul chistului.
Dimensiunile sale variază între 1 și 10 cm în diametru.

## Diagnostic
Diagnosticul este ușurat dacă chistul se află în poziția sa clasică (posterior sau anterior de mușchiul sternocleidomastoidian, lateral de spațiul carotidian). Pentru masele care se prezintă la vârsta adultă, prezumția ar trebui să fie de malignitate până la proba contrarie, deoarece carcinoamele amigdalei, bazei limbii și tiroidei se pot prezenta toate ca mase chistice ale gâtului. Spre deosebire de un chist al ductului tireoglos, chistul branhial nu se mișcă (sus-jos) în actul deglutiției.
Între tumorile benigne, diagnosticul diferențial al chistului branhial se face cu: limfadenopatia, lipomul, tumorile tecilor nervoase, leziunile inflamatorii, tumora de corp carotidian, laringocel extern și higromul chistic.
De cele mai multe ori diagnosticul este pus exclusiv prin examenul clinic. Uneori se folosesc investigații de CT sau RMN pentru a stabili poziția exactă a chistului. Când diagnosticul rămâne incert, se folosește puncția-aspirație pe ac fin .

### Tipuri

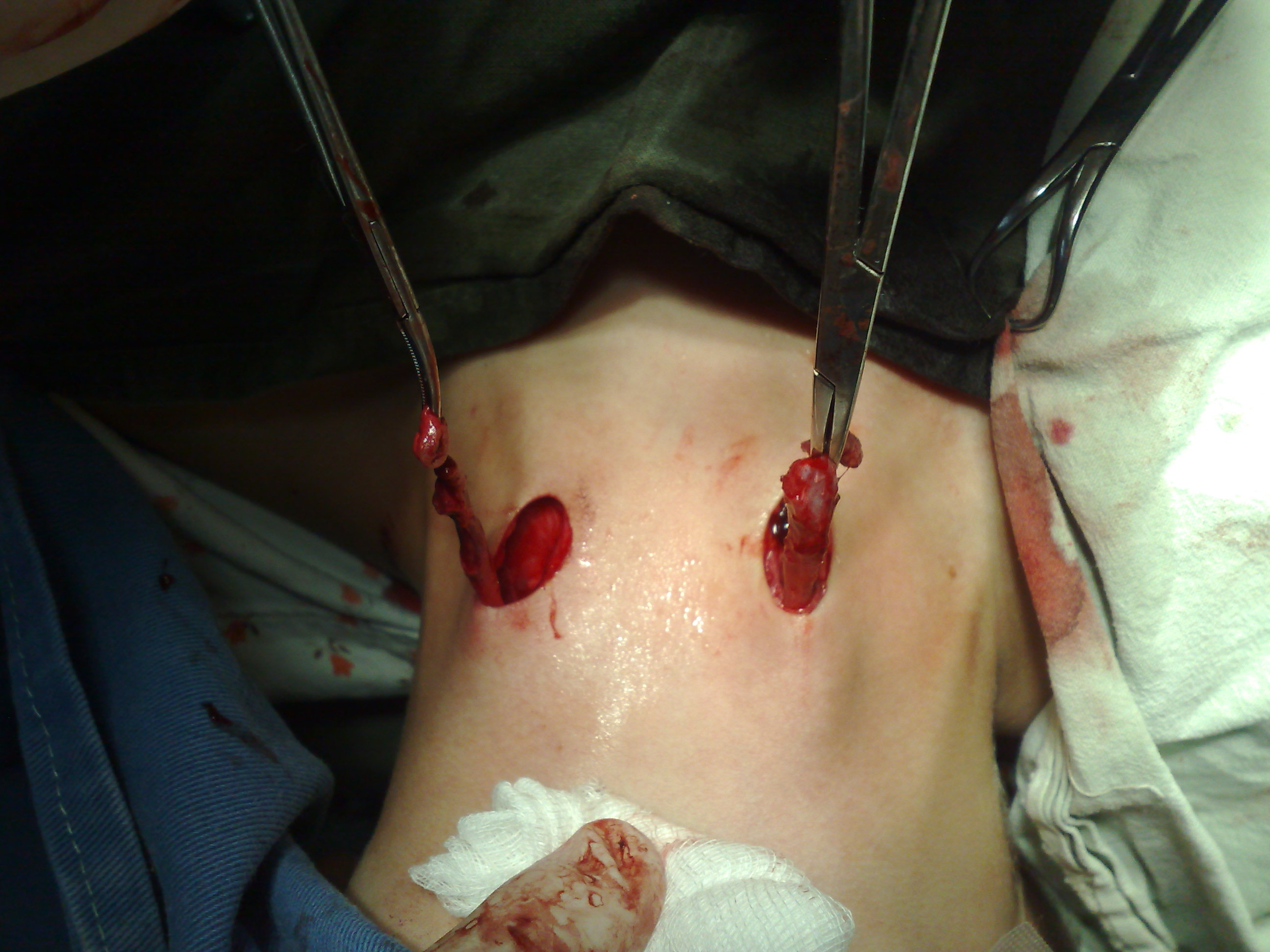
Excizarea bilaterală a sinusurilor șanțurilor branchiale.

În funcție de șanțurile branhiale cauzatoare, chisturile branhiale se pot clasifica în patru tipuri:
- Chisturile primului șanț branhial reprezintă aproximativ 7% din cazurile chisturilor branhiale. Chisturile sunt localizate în preajma glandei parotide sau de-a lungul canalului auditiv extern. La rândul lor aceste chisturi se împart în două tipuri.[8]
- Chisturile celui de-al doilea șanț branhial sunt cele mai comune, reprezentând până la 95% din totalul cazurilor. Acestea se pot situa în preajma mușchiului sternocleidomastoidian (anterior sau posterior de el), între carotida internă și cea externă sau în tonsilele palatine.  Astfel, chisturile celui de-al doilea șanț branhial se împart la rândul lor în patru tipuri.[8]
- Chisturile celui de-al treilea șanț branhial sunt rar întâlnite.[8]
- Chisturile celui de-al patrulea șanț branhial au o frecvență situată între 1% și 4%. Asemenea chisturilor celui de-al treilea șanț, sunt mai comun situate pe partea stângă a gâtului. Se manifestă în copilăria timpurie, localizarea tipică fiind în glanda tiroidă sau cavitatea mediastinală.[8]

## Tratament
Tratamentul definitiv pentru toate tipurile de chisturi branhiale este reprezentat de excizia chirurgicală. În cazurile tratamentelor conservative, existe riscuri mari de re(infecție), iar atunci când chistul nu este complet excizat, el se poate regenera.